# Nacor Burgos
Nacor Burgos Rojo (Ávila el 9 de abril de 1977) es un exciclista español que fue profesional entre 1999 y 2007 ininterrumpidamente.
Llegó a ser campeón de España en ruta en categoría prejuvenil, en 1992.
En 2003 finalizó segundo en dos etapas de la Vuelta a La Rioja y de la Vuelta a Castilla y León. Su mayor éxito como profesional fue la tercera posición obtenida en la Vuelta al Lago Qinghai de 2006, donde además consiguió un segundo y un tercer puesto en sendas etapas.

## Resultados en Grandes Vueltas
| Carrera | Carrera         | 1999 | 2000 | 2001 | 2002 | 2003 | 2004 | 2005 | 2006 | 2007  |
| ------- | --------------- | ---- | ---- | ---- | ---- | ---- | ---- | ---- | ---- | ----- |
|         | Giro de Italia  | —    | —    | —    | —    | —    | —    | —    | —    | —     |
|         | Tour de Francia | —    | —    | —    | —    | —    | —    | —    | —    | —     |
|         | Vuelta a España | —    | 78.º | Ab.  | 35.º | 89.º | Ab.  | 70.º | Ab.  | 122.º |

—: no participa

Ab.: abandono

## Equipos
- Relax (1999-2007)
  - Fuenlabrada (1999)
  - Colchón Relax-Fuenlabrada (2000-2003)
  - Relax-Bodysol (2004)
  - Relax-Fuenlabrada (2005)
  - Relax-GAM (2006-2007)